# Evelyn Stewart-Murray
 (avril 2023).
Lady Evelyn Stewart Murray (17 mars 1868 — 30 juillet 1940) est une folkloriste écossaise qui collectionne des contes et des chansons folkloriques gaéliques. Elle est également une couturière qualifiée et une collectionneuse de broderies et de dentelles.

## Biographie

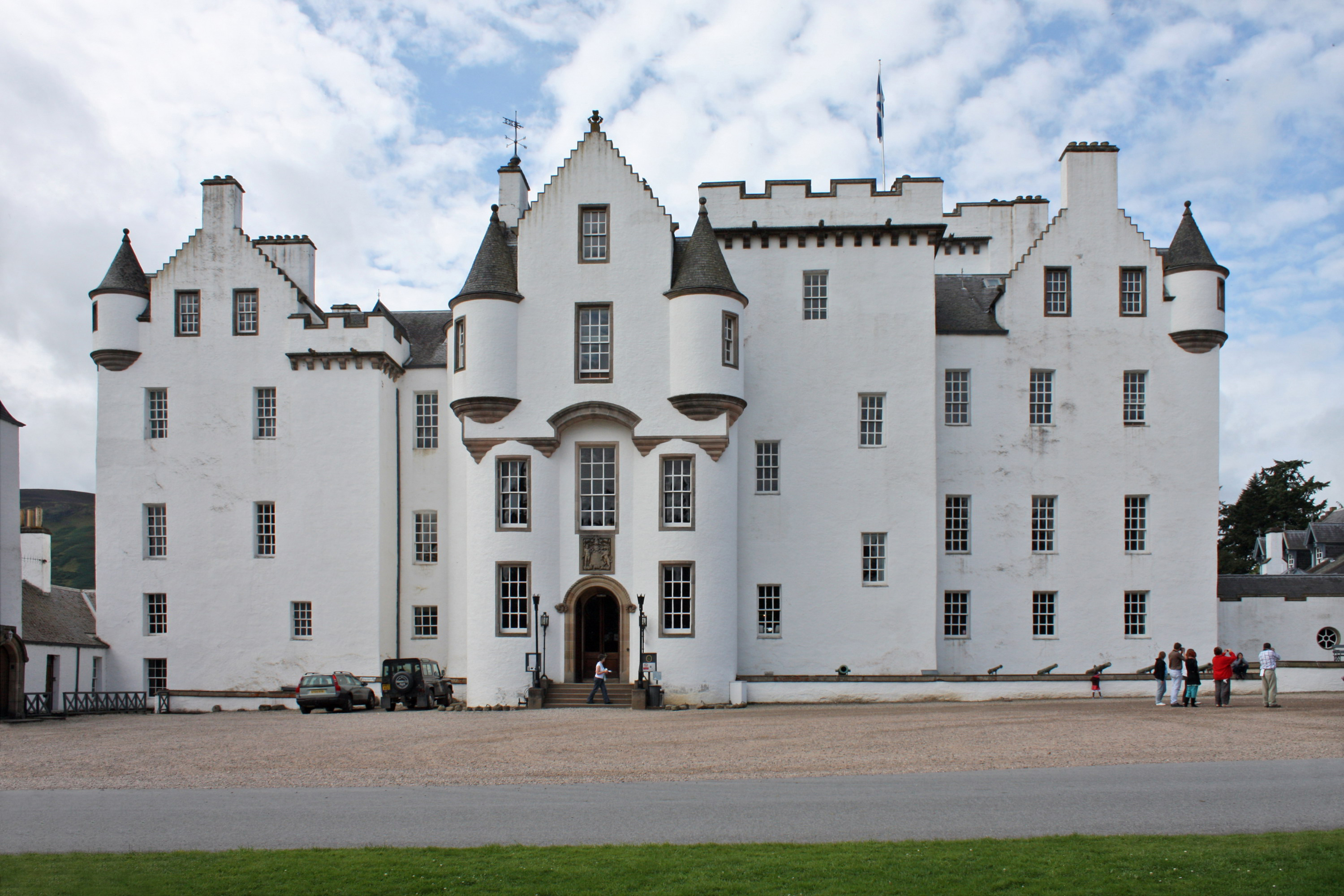
Château de Blair - la maison d'enfance de Lady Evelyn Stewart Murray.

Lady Evelyn Stewart Murray est née au château de Blair dans le Perthshire, en Écosse, le 17 mars 1868, la plus jeune fille de John Stewart-Murray (7e duc d'Atholl), et de son épouse, Louisa Moncreiffe, fille de Sir Thomas Moncreiffe (7e baronnet),,.
Evelyn Murray reçoit une éducation aristocratique victorienne typique, tutorée par des gouvernantes à la maison. Dès son plus jeune âge, elle s'intéresse au gaélique et est encouragée par son père qui le parle couramment. De 1887 à 1891, elle recueille plus de 240 contes et chansons folkloriques gaéliques de Gaels dans et autour du domaine d'Atholl. Son étude académique de la langue cause un conflit avec ses parents qui ne considèrent pas cela comme une poursuite appropriée pour une jeune femme de sa classe. Lorsque ses parents tentent de limiter ses travaux universitaires, elle développe de graves maladies psychosomatiques. À la fin de 1891, pour tenter de rétablir sa santé, ses parents l'envoient en Suisse pour ce qui doit être une courte visite. Toutefois, elle refuse de retourner de Suisse en Écosse et reste éloignée de ses parents pour le reste de sa vie. Elle continue cependant à correspondre et à rendre visite à ses frères et sœurs,.
En 1885, elle s'installe en Belgique où elle vit d'une modeste allocation de ses parents. Elle devient une collectionneuse passionnée et une experte en broderie. Sa représentation brodée des armoiries britanniques est considérée comme un exemple exceptionnel de cet art. En 1936, elle envoie sa collection de dentelles et de broderies chez elle pour être exposée au château de Blair, lors de sa première ouverture au public,.
Avant la Seconde Guerre mondiale, elle quitte la Belgique pour retourner en Grande-Bretagne et s'installer à Londres. Elle meurt le 30 juillet 1940 dans la maison de son frère à Easter Moncrieffe dans le Perthshire,.
Sa collection de folklore et de chansons gaéliques est conservée à l'Université d'Édimbourg. Son approche méthodique et scientifique dans l'enregistrement du dialecte gaélique du Perthshire, aujourd'hui disparu, fait reconnaître l'importance de son travail,. Les contes sont publiés sous forme de recueil en gaélique avec des traductions en anglais en 2009.
Sa collection de 502 textes est présentée à la Bibliothèque nationale d'Écosse en 1958 par Iain Murray (10e duc d'Atholl). La collection se compose d'œuvres religieuses et littéraires du XIXe siècle en gaélique.